# Poulainville
Poulainville település Franciaországban, Somme megyében. Lakosainak száma 1310 fő (2022. január 1.). Poulainville Coisy, Allonville, Amiens, Argœuves, Bertangles, Cardonnette és Villers-Bocage községekkel határos.

## Népesség
A település népességének változása:
| Lakosok száma | 1231 | 1204 | 1213 | 1211 | 1223 | 1236 | 1290 | 1298 | 1310 |
|               | 2013 | 2015 | 2016 | 2017 | 2018 | 2019 | 2020 | 2021 | 2022 |